# Chemins de fer de la Baltique
 (juillet 2023).
Si vous disposez d'ouvrages ou d'articles de référence ou si vous connaissez des sites web de qualité traitant du thème abordé ici, merci de compléter l'article en donnant les références utiles à sa vérifiabilité et en les liant à la section « Notes et références ».
La ligne de Chemins de fer de la Baltique est un ancien axe ferroviaire de l'Empire russe construit entre 1868 et 1870.

## Histoire
Le projet était de relier st-Petersbourg et le réseau du Chemin de fer de Nikolaïev aux ports estoniens de Revel et au port de Paldiski.
La construction fut ouvert aux fonds privés avec un bail de quatre-vingt cinq années. L'entreprise fut menée de 1868 à 1870 a comprenait l'achat des Chemins de fer de Peterhoff.
Etant un axe d'importance militaire il fut racheté par le trésor impérial, fusionné avec la ligne Pskov-Rijskaya et disparaissait en 1907.

### Tracé

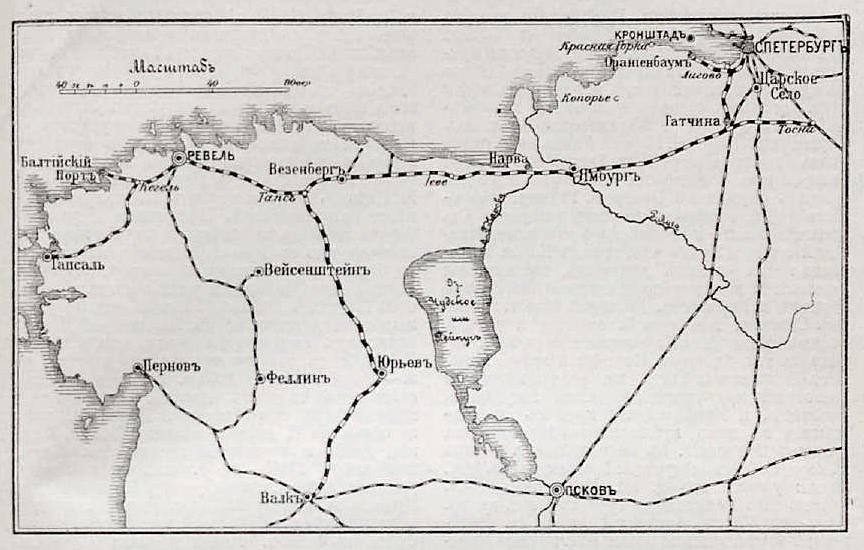
Carte du début du XXe siècle.

## Caractéristiques

### Gares

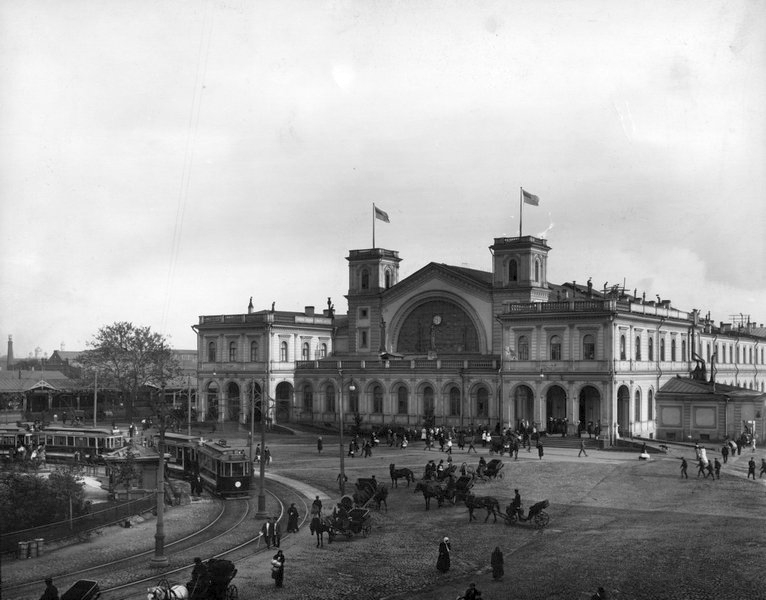
Gare de Saint-Pétersbourg-Baltique créée par les chemins de fer de Peterhoff.
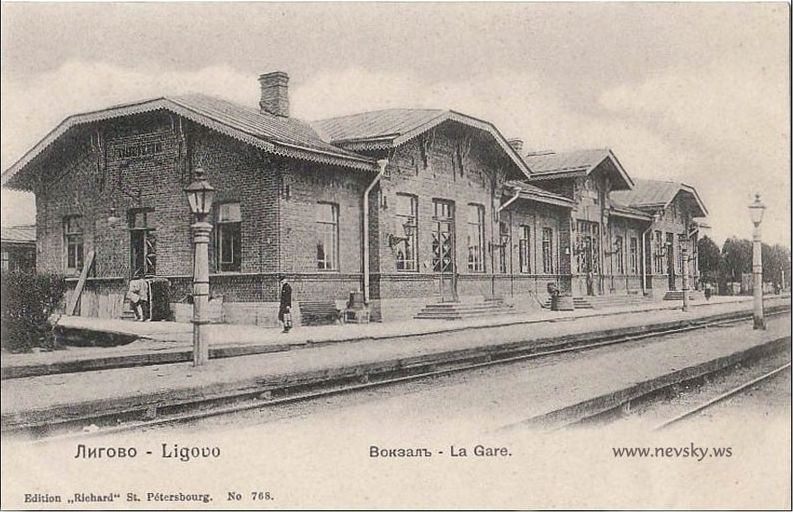
La gare de Ligovo.
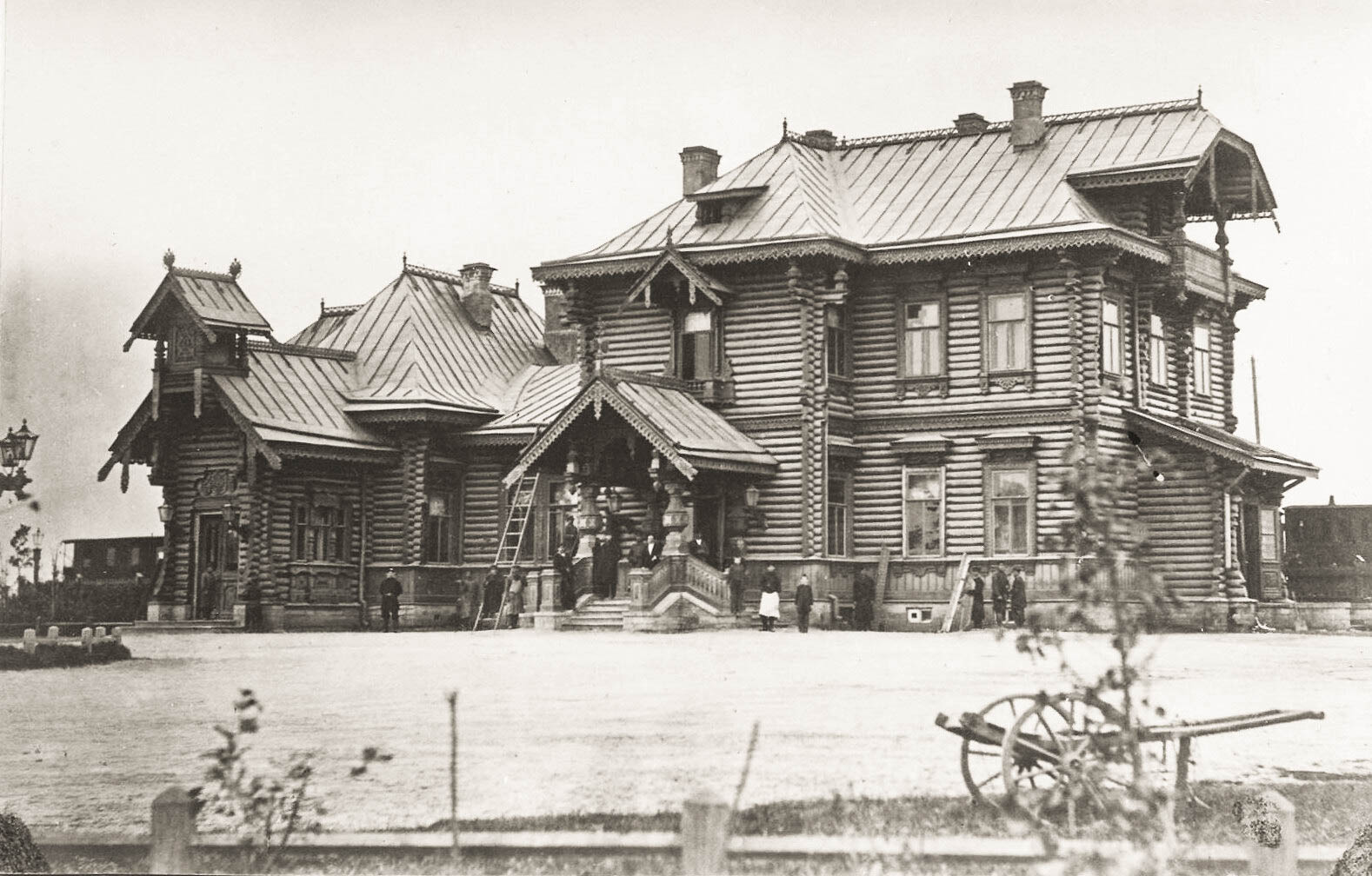
La gare de Gatchina.
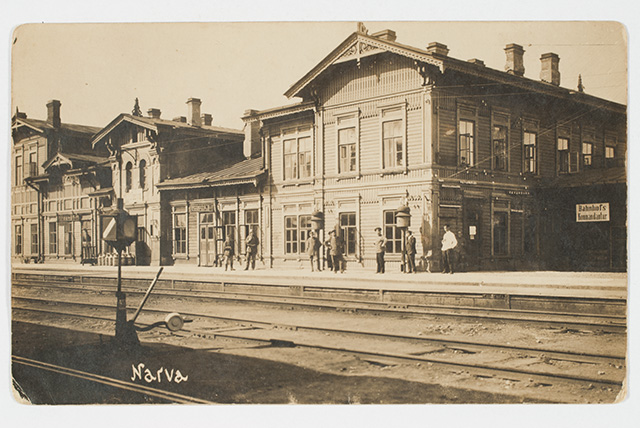
Gare de Narva.
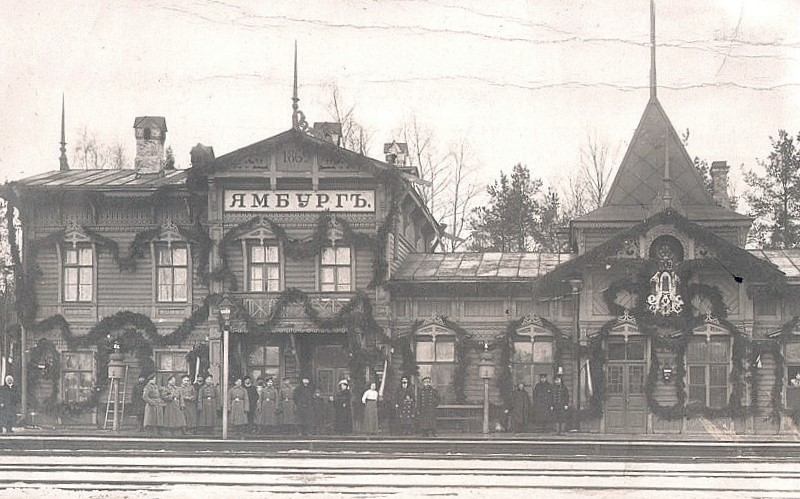
La gare de Kingisepp.
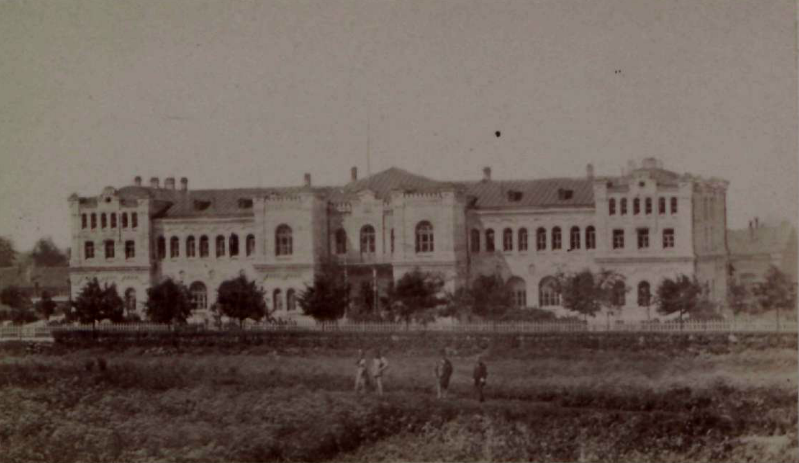
Gare de Tallinn-Baltique.
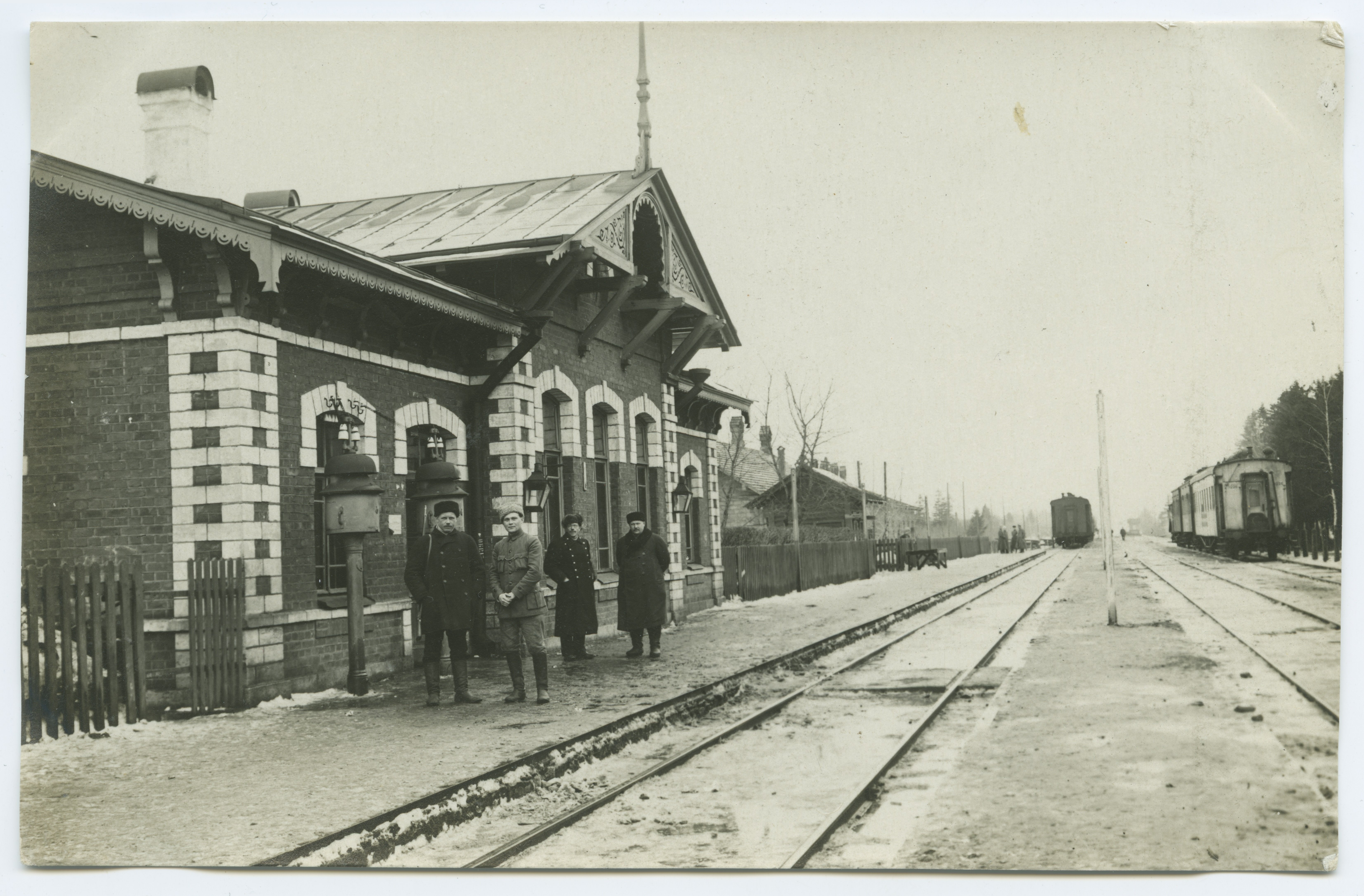
Gare de Kehra.
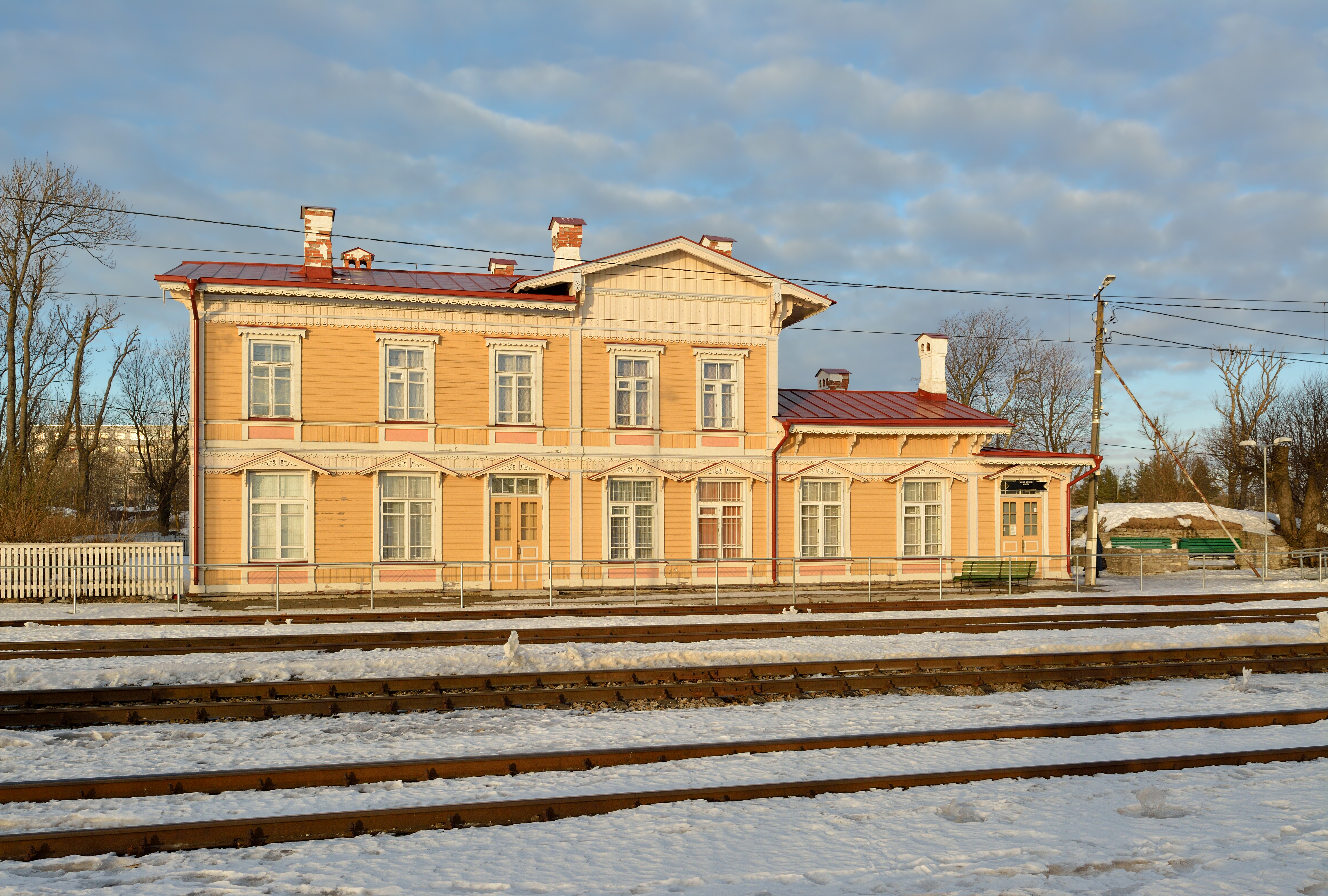
Gare de Paldiski.